# 苏赫拉瓦迪耶
苏赫拉瓦迪耶（阿拉伯语：‎），是伊斯兰教苏非主义的一个教理分支，由阿布·纳吉布·苏赫拉瓦迪创立。它是由伊斯兰法（麦兹海布）沙斐仪派学院所指导的严格的逊尼派教理。
18世纪，苏赫拉瓦迪耶教理传入了中国天山南路回部地区；20世纪40年代中国西北还残存有一批苏赫拉瓦迪耶教团成员。